# Liste des forteresses hospitalières d'Orient

Armoiries de l'Ordre de Saint-Jean de Jérusalem

Les forteresses hospitalières d'Orient sont les forteresses tenues ou construites par les Hospitaliers dans les états latins d'Orient au temps du comté d'Édesse, de la principauté d'Antioche, du royaume de Jérusalem et du comté de Tripoli et aussi du royaume de Chypre.

## Forteresses du royaume de Jérusalem
| \| Archas Belvoir Gibelin Mont Thabor Chastel Rouge Arsouf Margat Gibelacar Krak des Chevaliers Paphos Kolossi Toprakkale \| Localisation des forteresses hospitalières |
| Archas Belvoir Gibelin Mont Thabor Chastel Rouge Arsouf Margat Gibelacar Krak des Chevaliers Paphos Kolossi Toprakkale                                                  |

- Forteresse de Gibelin
- Château de Belmont (en)
- Maison forte de Qoula
- Tour de Recordane
- Forteresse de Belvoir
- Forteresse d' Ascalon
- Forteresse d'Arsouf ou d'Ibelin
- Château fort de Blanche Garde
- Forteresse du Mont Thabor
- Chastel Rouge
- Fort de Chastel Neuf
- Forteresse de Nimrod
- Fort de Turris Salinarum
- Forteresse de Beaufort
- Fort d'Emaus
- Fort de Belveer
- Fort de Tamarin

## Forteresses de la principauté d'Antioche
- Forteresse de Margat
- Tour du garçon (Burj al-Sabi)
- Tour de Bordj es-Sabi
- Forteresse d'Apamée
- Château de Belda
- Fort de Shughr-Bakas

## Forteresses du comté de Tripoli
- Forteresse de Gibelacar
- Forteresse de Montferrand
- Chastel Rouge
- Château de Touban
- Tour de Borj Arab
- Forteresse de Coliath
- Krak des Chevaliers
- Fort de Lo Camel
- Fort de Le Sarc
- Fort de Felicium
- Forteresse d'Archas
- Fort de Lacumm
- Fort de Bochée

## Forteresses du royaume arménien de Cilicie
- Château de Silifke (en)
- Château de Canamella
- Fort de Toprakkale

## Forteresses du royaume de Chypre
- Château de Kolossi
- Fort de Paphos
- Château de Limassol
- Château d'Akáki
- Fort de Famagouste (en)
- Fort de Nicosie